# География Алжира
Алжир расположен на севере Африки и является крупнейшей по площади страной на континенте. Его территория занимает 2 381 740 км², а протяжённость береговой линии составляет 998 км.

## Тектоническое строение
На территории Алжира выделяют две геологические области — платформенную Сахарскую, образовавшуюся ещё в докембрии, и складчатую Атласскую, образовавшуюся во время альпийской складчатости.

## Рельеф
Пустыня Сахара занимает 80 % территории страны и состоит из отдельных песчаных (Большой Западный Эрг, Большой Восточный Эрг, Эрг-Игиди, Эрг-Шеш) и каменистых (плато Танезруфт, Тингерт, Тадемаит, Эль-Эглаб) пустынь. На юго-востоке алжирской Сахары приподнято нагорье Ахаггар, где находится высшая точка Алжира — гора Тахат (2908 м). Нагорье Ахаггар является вышедшим на поверхность метаморфическим фундаментом Сахарской платформы, возрастом 2 млрд лет. Со всех сторон нагорье окружено ступенчатыми плато Тассилин-Адджер, Тассилин-Ахаггар и горами Муйдир. Север алжирской Сахары лежит на 26 м ниже уровня моря. Здесь расположено солёное озеро Шотт-Мельгир.
На севере Алжира параллельно друг другу протягиваются хребты Атласа — Тель-Атлас и Сахарский Атлас, разделённые высокими плато и массивами, прорезанными глубокими ущельями. Именно здесь расположена самая глубокая пещера Африки — Ану Иффлис. Альпийский возраст Атласских гор предопределил высокую их сейсмичность. Последнее разрушительное землетрясение здесь произошло в 2003 г. Последствия землетрясений особенно катастрофичны, учитывая, что на узкой полосе побережья и предгорий Телль-Атласа проживает 93 % населения страны.

## Полезные ископаемые
Недра Алжира богаты нефтью (месторождение Гергит-эль-Кихаль), газом (месторождение Аин-Тсила), рудами черных и цветных металлов.

## Климат
Климат Алжира — субтропический средиземноморский на севере и тропический пустынный в Сахаре. Зима на побережье тёплая, дождливая (+12 °C в январе), в горах — прохладная (2-3 недели лежит снег), в Сахаре зависит от времени суток (ночью ниже 0 °C, днём +20 °С). Лето в Алжире жаркое и сухое. Годовое количество осадков от 0-50 мм в Сахаре до 400—1200 мм в Атласских горах.

## Гидрографическая сеть
Все реки Алжира представляют собой временные водотоки (уэды, вади), заполняемые в сезон дождей. Реки крайнего севера страны впадают в Средиземное море, остальные — теряются в песках Сахары. Они используются для орошения и водоснабжения, для чего на них построены водохранилища и ГЭС. Крупнейшая река — Шелифф (700 км). Котловины озёр (себхи) также заполняются в дождливый период, а летом пересыхают и покрываются соляной коркой толщиной до 60 см. В Сахаре в районах больших запасов подземных вод расположены крупнейшие оазисы.